# رویکردهای فرهنگی و دینی رضاشاه
رویکردهای فرهنگی و دینی رضاشاه در تاریخ ایران سرآمد است و مورد بحث بسیاری بوده‌است. حذف سنت حجاب زنان و مخالفت وی با روحانی‌گرایی در ایران، از بخش‌های مهم این رویکرد هستند.

## رویکرد فرهنگی
سیاست‌های فرهنگی رضا شاه حول محور ناسیونالیسم، باستان‌گرایی، تجددگرایی مذهب‌زدایی می‌گشت، ازجمله اقدامات رضاشاه بنیان‌گذاری فرهنگستان زبان فارسی، بازسازی آثار باستانی و بناهای تاریخی که به زعم شاه سیمای درخشان تمدن پرشکوه ایران باستان بودند و برگزاری جشن هزارهٔ فردوسی بود. یکی دیگر از کارهای فرهنگی و پژوهشی رضاشاه، بنیان‌گذاری فرهنگستان ایران و خارج کردن واژگان بیگانه همچون عربی و جایگزینی آنان با فارسی بوده‌است. چیزی که بعدها از سوی گروهی مورد نقد واقع شد. از دیگر سیاست‌های فرهنگی رضاشاه، تجددگرایی و مذهب‌زدایی بود که این دو کنارهم و در یک کارکرد تعاملی نسبت به هم در سراسر دورهٔ رضاشاه بروز داشته‌است. ریشه‌دار بودن اندیشه‌های دینی مانع بزرگی در برابر سیاست مذهب‌زدایی تجددگرایانه‌ای به‌شمار می‌رفت و از این رو، دولت‌مردان رژیم پادشاهی او از راه رواج سکولاریسم و تغییر نمادهای دینی و سنت‌ها پیکار خود را بر سر تحجر مذهبی آغاز کردند.
به نوشتهٔ هلن کارر دانکوس، رضاشاه به کشورش یک نظام عقیدتی و روش فکری ملی را ارائه داد؛ کسی که کوشید ایرانی مستقل و توانا را بنیان‌گذاری کند و این کشور را با سنت‌های تاریخی خودش، آشتی دهد. ایران در دوران رضاشاه، به شکلی شدید و به باور برخی بیش از حد توانش، ملت‌گرا بوده‌است. کوششی بزرگ و بی‌سابقه در این دوره برای زنده کردن آیین‌ها، فرهنگ و هنر تاریخی خود ایران به عمل آمد. هرچند که این کوشش، حتی پیش از پادشاهی وی نیز آغاز شده بود.
در طول پادشاهی او و در چهارچوب نهضت فرهنگی که مورد پشتیبانی شاه بود، کوششی گسترده برای تصحیح و نشر آثار کهن فرهنگ و ادب ایران، انجام شد به شکلی که دسترسی به آثار، برای عموم مردم ایران، امکان‌پذیر شد. در کنار کتاب‌های درسی ابتدایی و متوسطه، گزیده‌هایی نیز از نثر و نظم کهن فارسی منتشر شد که بعدها مورد توجه اهل ادب، قرار گرفتند. شمار زیادی شاعر و نویسنده نیز در دوران وی به نام و نشانی دست یافتند و توانستند آثارشان را منتشر کنند؛ کسانی چون علی دشتی، محمد حجازی، صادق هدایت، سعید نفیسی، نیما و غیره. رضاشاه همواره مایل بود که ایرانیان افزون بر فرهنگ ملی خود، به فرهنگ، معارف و دانش کشورهای دیگر نیز تسلط و آگاهی داشته باشند و به وزیر فرهنگ، لزوم انتشار آثار مهم علمی و ادبی جهان را گوشزد می‌کرد.
پذیرش و تحمل کردن تمام نوگرایی و دگرگونی‌های این دوره، برای جامعهٔ ایران، آسان نبود. با این حال، در نخستین سال‌های پادشاهی وی، آزادی بیان و انتقاد، تا اندازه‌ای وجود داشت اما کم‌کم، اعمال قدرت برای پیشبرد کارها، نظامی‌گری و تحمل نکردن انتقاد، بر فضای سیاسی ایران، حکم راند. همچنین سفر وی به ترکیه و مشاهداتی که در آنجا داشت، باعث شد بپندارد که نیاز است موانع پیشرفت را با سرعت بیشتری از پیش رو بردارد و به اقدامات خود، سرعت بخشد؛ حتی اگر به قیمت سختگیری‌های بیشتری باشد. نخستین تصمیم وی، چادربرداری و در پیامد آن، یک رویارویی خشونت‌آمیز با روحانیان بود. پس از این رویارویی، وی هرگز نقشی حتی تشریفاتی، برای روحانیت در ادارهٔ کشور، قائل نشد. در مسلمان بودن وی، تردیدی نبوده‌است اما وی رسوم مذهبی را رعایت نمی‌کرد و در مواردی با روحانیت شیعهٔ ایران، با خشونت برخورد کرد.
با وجود این خشونت علیه روحانیت شیعه (پس از مخالفت‌های شدید آنان با تغییرات فرهنگی و غیرهٔ پیشنهادی رضاشاه) و حالت استبدادی که در دوره‌هایی حاکم شد، مردم عادی ایران در امنیت کامل بودند و این دوره با وجود استبداد، پر از خونریزی مخالفان یا دگراندیشان نبوده‌است. همین باعث شد که سرمایه‌گذاری خصوصی در آن دوره همواره در حال گسترش باشد و ایران، رونق ویژه‌ای داشته باشد. رفتار رضاشاه با شاهزادگان قاجار نیز همواره با احترام بود و در دربار ایران، به روی آنان، باز بود. زندگی سیاسی، اجتماعی و خصوصی آنان نیز بدون هیچ مزاحمتی ادامه یافت.

### گاهنامهٔ ایران
در دورهٔ وی همچنین تصویب‌نامهٔ تغییر و نوسازی تقویم ایرانی صادر شد. این تقویم که پس از دوران اسلامی تغییرهایی یافت و حتی نام‌های ماه‌هایش به غیر ایرانی تبدیل شده بودند، دوباره مورد توجه قرار گرفت. تصمیم گرفته شد که تقویم پرداختهٔ عمر خیام دوباره مرسوم شود و نام‌های ایرانی بازگردانده شوند.

### آموزش، پژوهش و هنر
پیش از رضاشاه، سوادآموزی در ایران، در جاهایی با نام مکتب‌خانه در مسجدها یا خانه‌های شخصی انجام می‌شده‌است. آموزگاران نیز ملا و ملاباجی بودند و خود اینها نیز تنها سواد خواندن و نوشتن داشته‌اند. در تهران و شهرهای بزرگ نیز، آموزشگاه‌های حرفه‌ای انگشت‌شمار بودند و آموزش‌های ارائه شده نیز در موضوعات محدودی بودند. با آغاز پادشاهی رضاشاه، مکتب‌خانه‌ها همگی بسته شدند و برای نخستین‌بار، مدرسه‌های منظم و رایگان زیادی در سراسر ایران، پدیدار شد. سیستم آموزشی این آموزشگاه‌های نوین، بر پایهٔ کشورهای اروپایی بود و دارای کتاب‌های درسی بودند. نخستین دانشگاه‌ها و دانش‌سراهای مدرن ایرانی پدیدار شدند و ساختمان‌های تازه‌ای چون دانشسرای عالی، هنرستان‌های فنی و حرفه‌ای، هنرستان‌های صنعتی و دانشگاه تهران در شهرها پدید آمدند. مربیان و استادهای خارجی جهت بهبود سطح دانش استخدام شدند و دانشجویانی هم به خارج از کشور اعزام شدند. کم‌کم شمار ایرانیان باسواد، گسترش یافت و این تنها به شهرها محدود نمی‌شد. در بیشتر دهات‌ها نیز دبستان دایر شد و سازمان‌های پیشاهنگی، تربیت بدنی و ورزشی ایرانی پدیدار شدند. در رشته‌های فرهنگی و هنری همچون موسیقی، مجسمه‌سازی، تئاتر، نقاشی و غیره، هنرستان‌هایی بنیان‌گذاری شدند. کتابخانه‌هایی نیز در کشور گشایش یافت و برای حفظ آثار باستانی ایران، اقدام به جمع‌آوری عتیقه‌ها و تأسیس موزه‌ها (همچون موزه ایران باستان) شد.

### دیگر گام‌های فرهنگی
در اسفند ۱۳۰۰ ش قانون شورای عالی معارف به تصویب مجلس رسید که به موجب ان تمام امور اجرایی مدارس، مانند برگزاری امتحانات، تهیهٔ برنامه‌های درسی و آموزشی و اخلاقی معلمان، به شورای عالی معارف واگذار شد. به سفارش شورای عالی معارف مقرر شد با بررسی نظام آموزش و پرورش کشورهای اروپایی، الگویی برای نظام آموزش کشور انتخاب گردید.
جمعیت نسوان وطن‌خواه در سال ۱۳۰۲ توسط محترم اسکندری و با کمک محرمانه دولت بنیان نهاده شد. وی دختر شاهزاده محمدعلی میرزا اسکندری از اعضای فعال «جامعهٔ آدمیت» بود که بعدها انجمن حقوق را تشکیل دادند و در نشریه‌ای به نام مجله حقوق که متعلق به این انجمن بود، مطالبی دربارهٔ زنان ایرانی و موقعیت اجتماعی آنان چاپ می‌کردند. انجمن حقوق پس از چندی تعطیل شد و مدتی بعد محترم اسکندری همراه با چند نفر از بانوان، که در روزنامه‌های آن زمان مقالاتی دربارهٔ «آزادی زنان» می‌نگاشتند. به پاسداشت مجله حقوق، جمعیت نسوان وطن‌خواه را بنیان نهادند. این جمعیت به نگارش مقالات در مجله «نسوان وطن‌خواه» و سخن رانی در گردهمایی‌های زنان و حتی مهمانی‌های خانوادگی و جشن‌های مدارس و اجرای نمایش ویژهٔ بانوان، به اجرای سیاست‌های فرهنگی حکومت می‌پرداخت. بیشتر بانوان عضو این جمعیت، از دانش‌آموختگان اروپا بودند. در ۱۷ تیر ۱۳۰۵ ش «جمعیت تمدن نسوان» تلاش کرد که برای گسترش معارف و گسترش اندیشه و تهذیب اخلاقی و پیشرفت زنان، تئاتری با عنوان تمدن نسوان به نمایش بگذارند؛ چیزی که شامل عادی‌سازی حضور زنان در هم‌نشینی‌ها و به ویژه، تشویق آنان به برداشتن سنت حجاب بود؛ به دنبال این، ملاهای سرشناس تهران ازجمله سید حسن مدرس، ملا فیروز آبادی، سیدمحمد بهبهانی، میرزا هاشم آشتیانی در یک نامه به رئیس وزرا مستوفی الممالک خواستار پیش‌گیری از اجرای این نمایش شدند.

## رویکرد دینی
تلاش رضاشاه برای کاهش نفوذ طبقهٔ روحانیت در بخش‌های گوناگون ایران، موضوعی است که با مطالعهٔ تاریخی اسناد تاریخی دورهٔ پهلوی نمایان است وی به تقلید از فرهنگ منحصر غرب، قشر روحانیت و به‌طور کلی، دین را مانع پیشرفت و ترقی می‌دانست؛ دین اسلام تأثیر بزرگی بر جنبه‌های مختلف زندگی مردم داشت و رهبران مذهبی به مقابله پرداختند. او حاضر نبود به روحانیون اجازه دهد که در امور سیاسی دخالت کنند و به گفتهٔ برخی افراد، باور داشت که ایران باید مانند ترکیه لاییک باشد؛ وی برای غیرمذهبی ساختن جامعهٔ ایران، کارهای گسترده‌ای را در چند جبهه آغاز کرد.
به گزارش برخی نویسندگان ایرانی پس از انقلاب ۱۳۵۷، واگذاری کار وزارت عدلیه به علی اکبر داور، برکنار کردن قضات سنتی، روی کار آمدن حقوق‌دانان تحصیل کرده، استناد به قوانین مدنی نوین و مخالف شرع توصیه‌شده توسط روحانیت، منع‌کردن روحانیت از کارهای ثبت اسناد و پیشگیری از دخالت آنان در تطبیق موارد با مسائل شرعی، پیشگیری از حضور روحانیون در مجلس‌ها، غیرقانونی‌سازی تظاهرات همگانی در عید قربان و زنجیرزنی در محرم، گشودن مساجد به جهان‌گردان خارجی، محدودیت در سفرهای حج و عتبات عالیات و… در دستور کار رضاشاه برای تضعیف قشر روحانیون قرار داشت.

### مخالفت با روحانی‌گرایی
رضاشاه در محدودشدن طبقهٔ روحانیت که آنان را بانی و باعث تقویت و گسترش مذهب درجامعه می‌دانست از هیچ کوششی دریغ نکرد و کار را به جایی رساند که بسیاری از افراد شهامت ثبت نام و حضور در حوزه‌های علمیه را نداشتند.
رابطهٔ رضاشاه و علمای شیعه حاصل توالی مجموعه‌ای از درگیری‌ها بود. کهنه‌سربازان سیاسی مشروطه مقاومت گروه بزرگی از روحانیون در برابر اصلاحات دموکراتیک، مثل حقوق برابر برای همهٔ شهروندان ایران، را به خاطر می‌آوردند و روبرو شدن با دولتی مشابه دولت‌های اروپایی باعث شده بود که علمای شیعه موضعی دفاعی گیرند. اصلاحات رضاشاه در آموزش و پرورش، قوه قضائیه و جاهای دیگر، روحانیون را از این نهادها بیرون رانده و باعث شده بود که از دید اقتصادی، به حاشیه بروند. روحانیون که از قانون لباس متحدالشکل استثناء بودند؛ برای پوشیدن عبا و عمامه باید از مقامات دولتی اجازه می‌گرفتند و این به معنای سر خم کردن در برابر قدرتی برتر و تمایز روحانیان از دیگر ارکان جامعه بود.
هرچند روحانیون همهٔ منابع خود را از دست نداده بودند و وقف، خمس و کمک‌های مالی مؤمنان را در اختیار داشتند و در نتیجه، نهادهای شیعی مثل مدارس علمیه به کار خود ادامه دادند. رضاشاه شخصاً هرگز از اسلام خارج نشد و بر خلاف آتاترک، نمادهای اسلامی مهم را حفظ کرد: نماز و اذان کماکان به عربی بودند و فارسی به خط عربی نوشته می‌شد. روحانیان به‌طور کلی تلاش می‌کردند که از درگیری مستقیم با دولت نوین دوری کنند و این باعث پرورش حس انتقام در آن‌ها گردید. افزون بر این، آنان بر دین خود اصلاحاتی اعمال کردند تا آن را چون راه‌حلی برای اقتدارگرایی شاه پهلوی، به روشن‌فکران عرضه کنند.

### در نگاه و بازخوردها از سوی جمهوری اسلامی
منابع دوران جمهوری اسلامی از مواردی چون تلاش رضاشاه برای جداسازی دین از سیاست و فشار وی بر آخوندها و حوزه‌های علمیهٔ ایران جهت پیشگیری از دخالت‌های آنان در سیاست کشور، سرکوب اعتراض‌هایی که به رویکرد «ضداسلامی» وی بودند و برنامه‌های کلان وی برای توسعه و مدرنیزه‌سازی ایران، گفته‌اند. همچنین سریال‌های صدا و سیمای جمهوری اسلامی، تصویری فاسد از وی ارائه شده‌است؛ برای نمونه، کسی معتاد، کسی خائن که همواره زورگویی می‌کند، کسی که فریاد می‌زند و کسی که قمار و قمه‌کشی می‌کند. اینها و مطالبی مشابه آن، فهرست رویکرد رضاشاه است که در تاریخ رسمی حکومتی جمهوری اسلامی، به دانش‌آموزان و دانشجویان آموزش داده شده‌است. با این حال، در مواردی گزارش شده‌است که تردیدهایی در این دانشجویان نسبت به روایت حکومتی جمهوری اسلامی از وی، جوانه‌زنی کرده‌است. به گزارش تسنیم، «امام خمینی سیاست‌های ضد روحانیت رضاشاه را در راستای منافع کشورهای غربی می‌دید». این رسانه همچنین اعلام داشته‌است که «روی کار آمدن رضاشاه را می‌توان آغاز سرکوب اندیشه‌های دینی و سنتی در جامعه ایرانی دانست. در این دوره، شاهد کاهش نفوذ روحانیت و محدودشدن فعالیت آنان در امور سیاسی، حقوقی، اجتماعی و اقتصادی هستیم».

## حذف سنت حجاب زنان
رضا شاه پهلوی پس از بازگشت از سفر ترکیه تصمیم به کشف حجاب در ایران گرفت و پیوسته این کار را در مجلس مطرح و مورد مذاکره قرار می‌داد. در پایان کشف حجاب در ۱۷ دی ۱۳۱۴، به اجرا درآمد در آن روز، به جز فرهنگیان همهٔ دعوت‌شدگان با همسران خود، بدون حجاب سنتی، شرکت کردند و رضاشاه نیز به همراه همسر و دختر خود، با حذف سنت حجاب، در این آیین رسمی، شرکت داشتند.